# Бамбук (система единого времени)
«Бамбук» — советский комплекс в Системе единого времени (СЕВ) предназначен для синхронизации измерительных и управляющих средств первых космических полётов, в том числе пилотируемых.Разработана в НИИ-195 под руководством конструктора Бегуна Николая Андреевича.

## Создание
Комплекс «Бамбук» был создан в период с 1953 года по 1958 год. В 1956—1959 гг. он вошел в состав оборудования космодромов и Научно-измерительных пунктов (НИП) на трассе от Байконура до Камчатки. «Бамбук» использовали при обеспечении привязки данных, получаемых кинотеодолитами, которые вели ракеты во время пусков . Кроме этого он обеспечивал работу с первым искусственным спутником Земли и пилотируемыми кораблями «Восток».
В качестве стандартов частоты в системе «Бамбук» были применены кварцевые генераторы с суточной нестабильностью не хуже 1×10−9. Из частот которых формировались и распределялись по различным измерительным средствам сигналы времени. Погрешность привязки шкалы времени аппаратуры «Бамбук» по сигналам времени передающих пунктов не хуже ±1 мсек. Кварцевые генераторы изготавливались на основе кварцевых пластин на одном из Омских заводах. Кварцевый генератор был размещен в термостате, размеры которого были такими: диаметр примерно 30 — 35 см, при длине около 40 — 50 см. Вся электроника в этой системе выполнялась на электронных лампах, часть из которых была в миниатюрном исполнении.
Опытная партия аппаратуры «Бамбук» выпускалась на опытном производстве НИИ-195, серийное производство было организовано на ленинградском заводе МРП «Промет», аппаратура выпускалась до 1975 г. в модификациях «Бамбук», «Бамбук-Д», «Бамбук-К».
За эту работу НИИ-195 был награждён дипломом Академии наук и памятной медалью, а главный конструктор СЕВ Николай Андреевич Бегун стал лауреатом Ленинской премии.